# Posnemanje plačilne kartice
Posnemanje plačilne kartice (ang. skimming) je način zlorabe plačilne kartice, kjer storilec prikrito prekopira magnetni zapis plačilne kartice in pridobi njeno osebno identifikacijsko številko (PIN-kodo imetnika kartice). Izvršitev predstavlja vnaprej načrtovano dejavnost storilca, da na čitalnik legalne naprave (bankomat, Point Of Sale - POS terminal in druge) namesti svoj ilegalen čitalnik magnetnega zapisa z možnostjo shranjevanja ali celo prenašanja teh podatkov. Istočasno z namenom pridobivanja osebne identifikacijske številke (PIN-kode), ki ni shranjena na magnetnem zapisu, na primerno mesto iste legalne naprave namesti miniaturno kamero ali obstoječo tipkovnico preplasti z lastno ilegalno. Slednje mu omogoča pridobitev podatkov za kasnejšo izdelovanje bianco kartice, na katero s pomočjo elektronskih naprav vpiše pridobljen magnetni zapis. Z izdelano novo kartico in z uporabo pridobljene osebne identifikacijske številke opravlja nezakonite dvige denarnih zneskov na bankomatih.
Storilci kaznivih dejanj so vse bolj tehnično in tehnološko opremljeni. Tako se poslužujejo naprav za posnemanje plačilnih kartic in pridobivanje njene osebne identifikacijske številke, ki so največkrat sestavljene iz dveh delov, ki naloge opravljata ločeno oziroma sta združena v eno celoto. Prvi del predstavlja naprava za branje magnetnega zapisa. Slednja naprava je običajno nameščena pred režo za legalno poslovanje s karticami (reža za vstavljanje kartice v bančni avtomat) ali v notranjosti elektronske naprave za elektronsko plačevanje (v POS-terminalu). Čitalnik za zajem magnetnega zapisa je nameščen prikrito in izdelan tako, da je prilagojen legalni napravi (bankomatu). Uporabnik tako v režo bankomata vstavi bančno kartico, pri čemer se magnetni zapis kartice prebere z ilegalno napravo za zajem magnetnega zapisa in shrani v lastni pomnilnik z možnostjo shranjevanja več tisoč magnetnih zapisov. Drugi del naprave je namenjen pridobivanju podatkov o osebni identifikacijski številki. Najpogosteje se storilci poslužujejo video zajema slike v času, ko uporabnik opravlja legalno transakcijo. Gre za uporabo miniaturne kamere, ki je prikrito pritrjena na bankomat ali v njegovi neposredni bližini. Usmerjena je proti tipkovnici. Miniaturna kamera ima vgrajen lastni pomnilnik, kjer se shrani slika oziroma videoposnetek. Znana je tudi tehnika, kjer storilci pridobijo podatke o osebni identifikacijski številki s posebno oblikovano tipkovnico. Oblikovana je tako, da je po obliki in velikosti identična legalni tipkovnici bankomata. Nameščena je čez pravo tipkovnico in s pritiskom nanjo omogoča propustnost do prave tipkovnice. Ilegalna tipkovnica tako ne ovira delovanja in uporabe bančnega avtomata, vendar ob tem beleži in shranjuje postopke, ki jih uporabnik izvaja v času izvajanja storitev. Podatki se tudi tu shranjujejo v lasten pomnilnik. Vsaka od zgoraj opisanih naprav ima torej lastni pomnilnik in, če sta napravi tudi ločeni, lastno napajanje. Modificirane naprave nudijo tudi prenos zbranih podatkov o magnetnem zapisu in osebni identifikacijski številki preko brezžične povezave do storilca kaznivega dejanja, ki deluje v neposredni bližini.